# スティーヴン・ウォルターズ
スティーヴン・ウォルターズ（Stephen Walters, 1975年5月22日 - ）は、イギリスの俳優。
テレビシリーズの出演が多く、2000年代以降は バットマン ビギンズ、ハンニバル・ライジングなどのハリウッド大作映画にも脇役として出演している。

## 出演作品
- プランケット&マクレーン （Plunkett & Macleane） (1999) デニス
- キスキス,バンバン （Kiss Kiss (Bang Bang)） (2001) スティービー
- ミーン・マシーン （Mean Machine） (2001) ニトロ
- レイヤー・ケーキ （Layer Cake） (2004) シャンクス
- リボルバー （Revolver） (2005) ジョー
- バットマン ビギンズ （Batman Begins） (2005) アーカムの狂人役
- ハンニバル・ライジング （Hannibal Rising） (2007) ミルコ
- サブリミナル （Franklyn） (2008) ミミズヘビ
- クライモリ-禁猟区- （Splintered） (2010) ギャビン/ヴィンセント
- 30アサルト 英国特殊部隊 （Age of Heroes） (2011) ブライトリング
- Powder (2011) Johnny Winegums
- Kelly + Victor (2012) Gaz
- 窓際のスパイ Slow Horses (2022) ゼッポ